# Ровеньківська міська територіальна громада
Ровеньківська міська громада — номінально утворена громада в Україні, в Ровеньківському районі Луганської області. Адміністративний центр — місто Ровеньки. Територія громади окупована військами РФ.
Площа громади — 606,1 км², населення — 66,3 тисячі мешканців (2020).
Громада утворена шляхом об'єднання Дзержинської, Михайлівської, Пролетарської селищної та Благівської, Бобриківської, Кошарської, Ребриківської сільської рад, міста Ровеньки та частково Ровеньківської міської ради.

## Населені пункти
У складі громади: місто — Ровеньки; смт — Гірник, Картушине, Любимівка, Михайлівка, Тацине та села — Благівка, Бобрикове, Вербівка, Вишневе, Грибуваха, Єгорівка, Залізничне, Картушине, Клуникове, Кошари, Лози, Мечетка, Новодар'ївка, Новокраснівка, Новоукраїнка, Платонівка, Ребрикове, Улянівка.